# Клэпхем-Джанкшен
Клэпхем-Джанкшен (англ. Clapham Junction, /ˈklæpəm/) — крупная железнодорожная станция и транспортный узел на юго-западе района Баттерси в лондонском боро Уондсуэрт. Находится в 4,37 км от вокзала Виктория и в 6,32 км от вокзала Ватерлоо. Станция принадлежит одновременно Юго-Западной и Брайтонской магистралям, а также находится на многочисленных маршрутах и ответвлениях, проходящих или расходящихся от неё. Несмотря на своё название, станция не располагается на территории района Клэпхем, граница которого проходит примерно в 1,6 км к юго-востоку.
Из-за того, что через станцию проходят пути от крупных лондонских вокзалов Виктория и Ватерлоо, она является одной из самых загруженных в Европе по числу проходящих поездов: от 100 до 180 в час, за исключением пяти часов после полуночи. Станция также является самой загруженной пересадочной станцией в Великобритании.

## История
До появления железной дороги место, где появилась станция, было сельским районом, специализировавшимся на выращивании лаванды. Память об этом сохранилась в названии улицы к востоку от станции — Лавендер-Хилл. Немного южнее будущей станции проходил автобусный маршрут из Лондона в Гилдфорд.
21 мая 1838 года Лондонская и Саутгемптонская железная дорога сменила название на Лондонскую и Юго-Западную железной дорогу (L&SWR) и открыла линию от Найн-Элмс до Уокинга. Эта дорога стала первой в данной местности, однако первоначально она не имела здесь остановочного пункта.

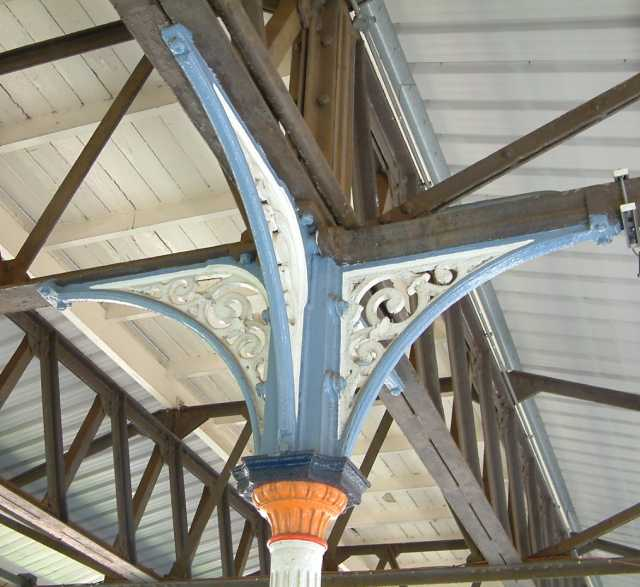
Опора крыши

Вторая линия, первоначально от Найн-Элмс до Ричмонда, открылась 27 июля 1846 года. Найн-Элмс в 1848 перестала быть конечной станцией, так как линия продолжилась до Ватерлоо-Бридж — будущего вокзала Ватерлоо. К 1860 году была построена линия до вокзала Виктория. Станция Клэпхем-Джанкшен открылась 2 марта 1863 года как совместное предприятие L&SWR, London, Brighton and South Coast Railway (LB&SCR) и West London Extension Railway (WLER) в качестве пересадочной станции этих линий.
На момент постройки станции значительная часть района Баттерси являлась местом расположения тяжелой промышленности, в то время как Клэпхем на юго-востоке — фешенебельным жилым районом. Железнодорожные компании, чтобы привлечь клиентов среднего и высшего класса, предпочли не использовать название Баттерси. Аналогичным образом поступали домовладельцы с 1880-х до 1950-х годов, приписывая собственность к Клэпхему несмотря на то, что в действительности дома находились далеко от тихих парковых улиц.
В 1874 и 1876 годах на станции были построены дополнительные здания.
Пока станция обслуживала богатые улицы Баттерси, прилегающие железнодорожные мастерские и большая электростанция Баттерси увеличили размеры местных трущобы, население которых возросло с 6000 в 1840 году до 168 000 к 1910 году. Трущобы Баттерси, непригодные для проживания людей, с 1918 по 1978 год были полностью заменены социальным жильём.

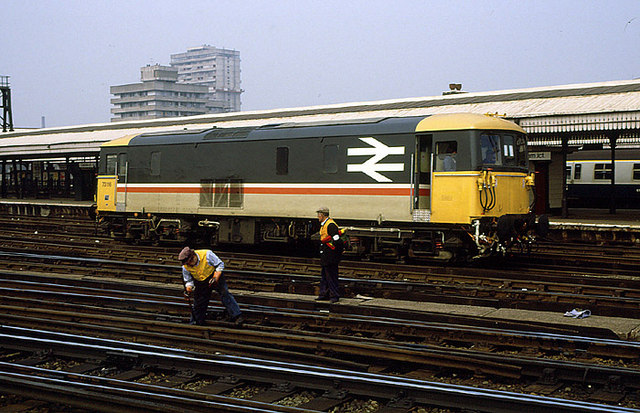
British Rail Class 73 и путевые рабочие, обслуживающие железную дорогу British Rail (1968).

### Аварии и происшествия

#### Клэпхемская железнодорожная катастрофа
Утром 12 декабря 1988 года произошло два столкновения с участием трёх пригородных поездов немного юго-западнее станции из-за неисправного семафора. Погибли 35 человек, более 100 получили ранения.

#### Подрыв пути
Утром 16 декабря 1991 года на путях у одной из платформ станции сработало взрывное устройство, что привело к серьезным нарушениям в графике движения поездов. Ответственность за взрыв взяла на себя Временная Ирландская республиканская армия.

## Узловая станция

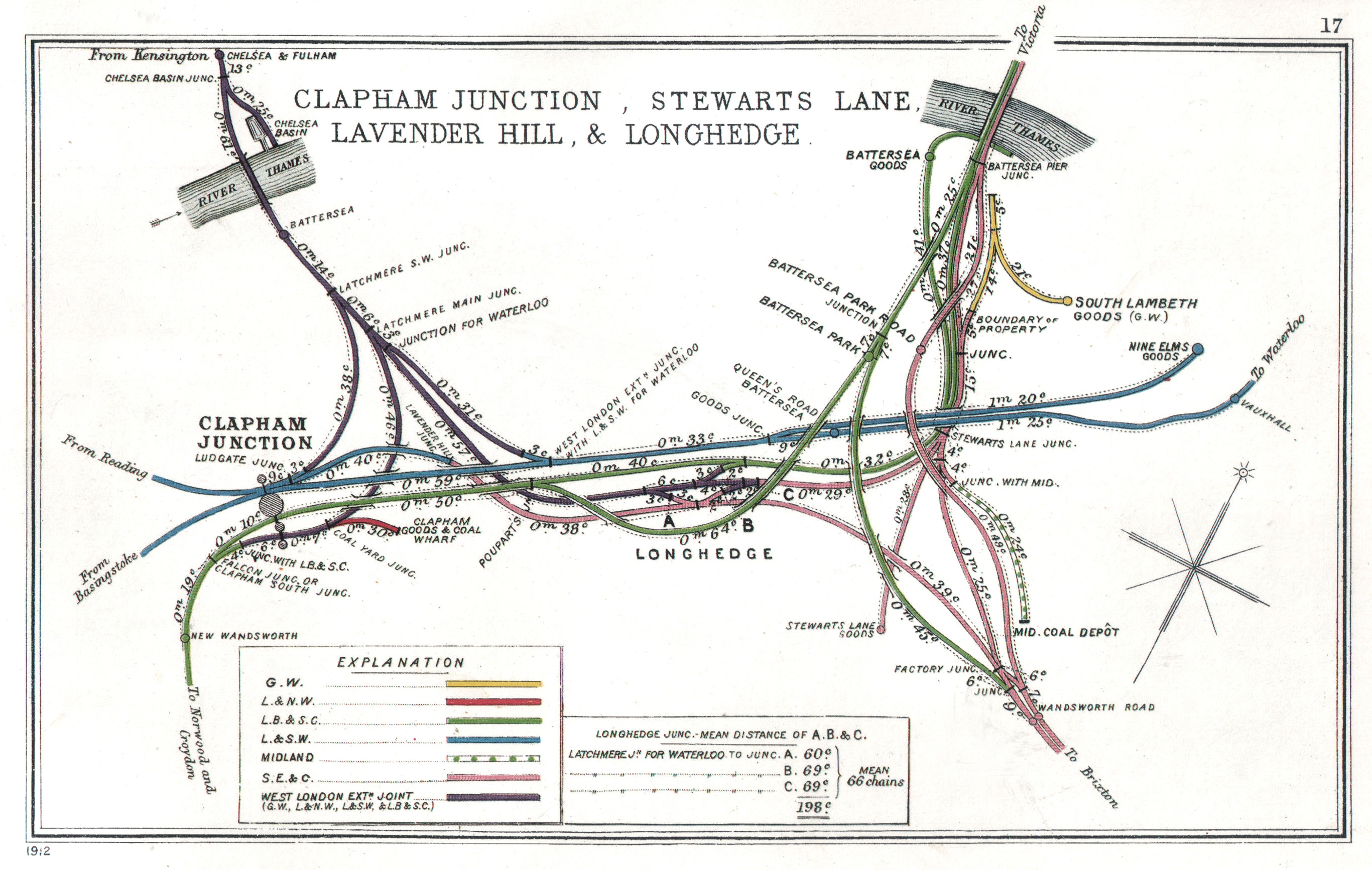
Карта Железнодорожной счётной палаты 1912 года, изображающая линии в Клэпхем-Джанкшен

Слово «junction» (с англ. — «узловая станция») используется в названии из-за пересечения здесь нескольких железнодорожных линий. Это название не относится ни к одному действительному пересечению железнодорожных путей рядом со станцией, в число которых, не считая внутренних, входят:
- Фолкон-Джанкшен на южном краю станции, где West London Line (WLL) соединяется с Brighton Slow Lines;
- Ладгейт-Джанкшен на восточном краю станции, где Windsor Line соединяется с WLL;
- Латчмер-Саут-Уэст-Джанкшен, где WLL соединяется с Windsor Lines в Ладгейт-Джанкшен;
- Латчмер-Мэйн-Джанкшен, где WLL соединяется с Brighton Slow Lines в Фолкон-Джанкшен;
- Уэст-Лондон-Экстеншен-Джанкшен и Джанкшен-фор-Ватерлоо, предназначенные для перегона составов Eurostar с Windsor Lines на WLL;
- Пупартс-Джанкшен, где разделяются верхние и нижние подъездные пути к вокзалу Виктория.

## Современное состояние
Ежедневно через станцию проходит более 2000 поездов, из которых более половины делают здесь остановку, — это больше, чем через на любой другой станции Европы. В часы пик поток достигает 200 поездов в час, из которых 122 делают остановку. Однако по числу обслуживаемых пассажиров эта станция не является самой загруженной, большинство из 430 000 тысяч человек в будний день, из которых 135 000 в часы пик, следуют на другие станции. Пересадку осуществляет около 40 % высаживающихся на станции пассажиров, и по этому показателю станция является лидером в Великобритании.
В 2011 году станция имела три входа, все оборудованные билетными кассами, однако круглосуточно был открыт только юго-восточный вход на Сент-Джонс-Хилл. Он является основным, соединяя через торговые ряды восточные концы всех платформ.
Северный вход, открытый только в рабочее время, и соединяет Грант-роуд с одноимённой станцией метро.
Юго-западный вход, также известный как вход в Брайтон-Ярд, поскольку на здании сохранились обозначения London Brighton and South Coast Railway, имеет традиционный вид: зданием вокзала в викторианском стиле расположено в задней части большого двора. Этот вход соединён широким крытым пешеходным мостом с западными концами всех платформ. Он был вновь открыт в мае 2011 года в рамках программы улучшения доступности станции, что включало установку лифтов к платформам.
9 декабря 2012 года открылась новая платформа для East London Line, входящей в окружную железную дорогу Внутреннего Лондона.

### Платформы

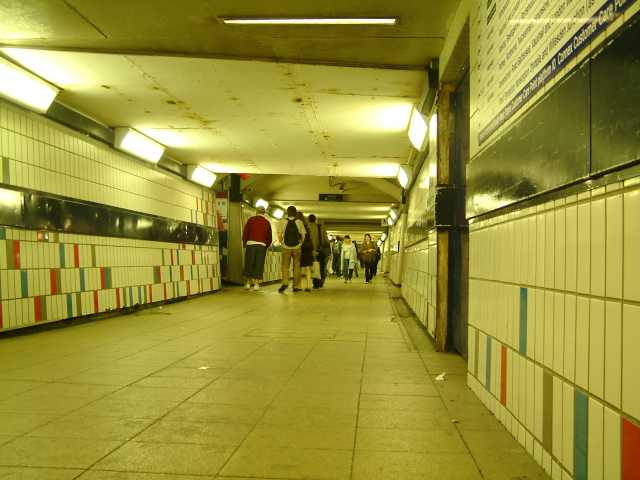
Подземный переход в Клэпхем-Джанкшен ночью

На станции 17 платформ, имеющих нумерацию с 1 по 17:
- Платформы 1 и 2 тупиковые, используются London Overground для поездов на Хайбери-энд-Айлингтон[14].
- Платформы с 3 по 6 проходные, используются South Western Railway для поездов на Путни.

Между 6 и 7 платформами расположены пути, ведущие в депо.
- Платформы с 7 по 11 проходные, South Western Railway для поездов на Уимблдон. Здесь же следуют поезда дальнего следования, не делающие остановку на станции[14].

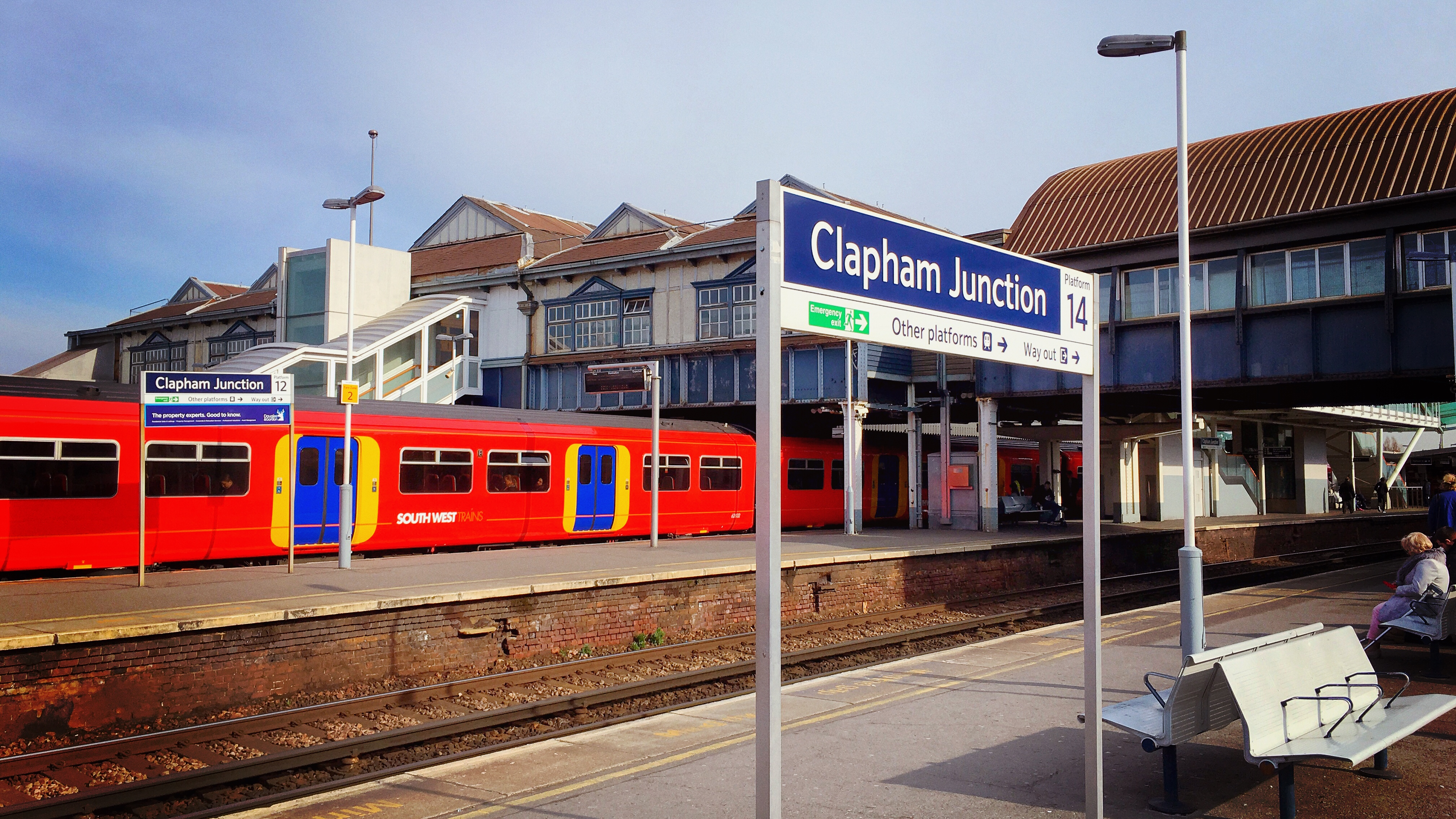
Платформы Клэпхем-Джанкшен

- Платформы с 12 по 15 проходные, используются Southern для поездов до вокзала Виктория. Здесь также следуют поезда Gatwick Express, не останавливающиеся на станции[14].
- Платформы 16 и 17 проходные, используются Southern для поездов West London Line. При необходимости эти платформы могут также использоваться некоторыми поездами London Overground на Willesden Junction.

## Маршруты
Через Клэпхем-Джанкшен проходят все железнодорожные маршруты South Western Railway от вокзала Лондон-Ватерлоо, все поезда Southern от вокзала Виктория и экспрессы Gatwick Express. Для West London Line и East London Line London Overground станция является конечной остановкой.

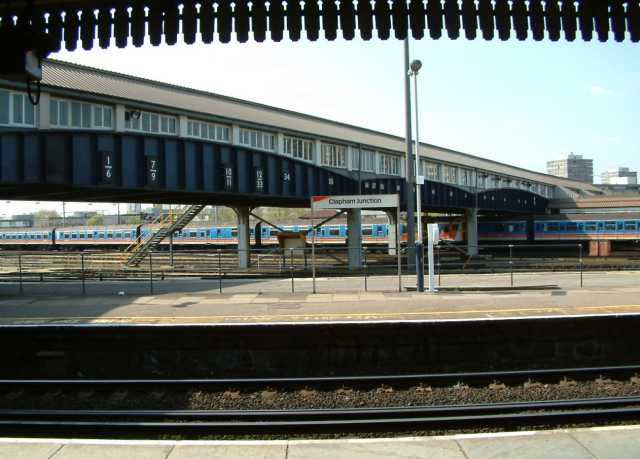
Пешеходный мост

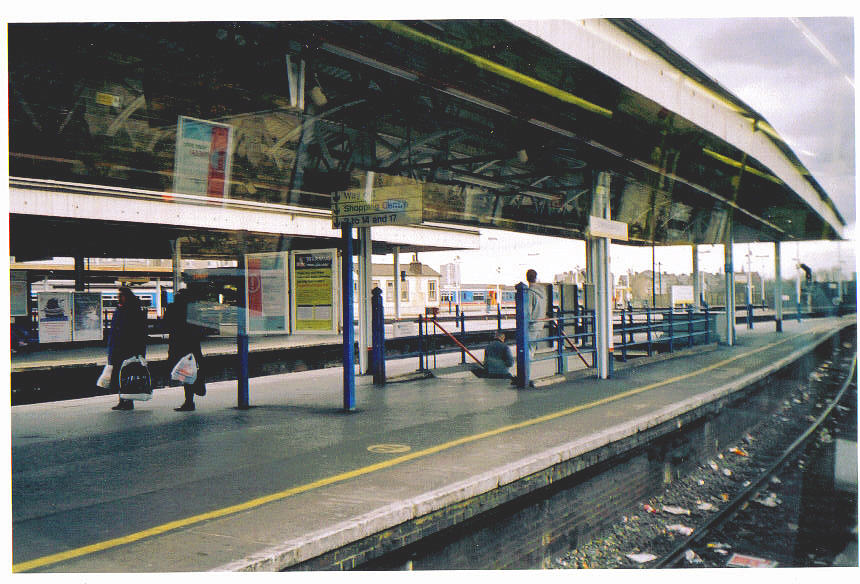
Клэпхем-Джанкшен в 2001 году